# Isaac Lee Patterson Bridge
L'Isaac Lee Patterson Bridge – ou Rogue River Bridge – est un pont en arc américain dans le comté de Curry, en Oregon. Ce pont routier permet le franchissement du Rogue par l'U.S. Route 101 entre Wedderburn au nord et Gold Beach au sud. Ouvert à la circulation en 1932, il est inscrit au Registre national des lieux historiques depuis le 5 août 2005.